# 6194 Denali
6194 Denali (1990 TN) là một tiểu hành tinh vành đai chính được phát hiện ngày 12 tháng 10 năm 1990 bởi R. H. McNaught ở Siding Spring.